# Harmstonia simplex
Harmstonia simplex är en tvåvingeart som beskrevs av Robinson 1967. Harmstonia simplex ingår i släktet Harmstonia och familjen styltflugor. Inga underarter finns listade i Catalogue of Life.